# 吉田沙保里のまるみえ検定
『吉田沙保里のまるみえ検定』（よしださおりのまるみえけんてい）は、2019年5月4日より2020年3月28日まで放送されていた中京テレビ制作のミニ番組・クイズ番組、三重県の広報広聴番組である。

## 概要
三重県出身の吉田沙保里が三重県施策をクイズ形式で考える三重県の広報広聴ミニクイズ番組｡

## 出演者
- 吉田沙保里（MC）
- 望月杏夏（中京テレビアナウンサー、ナレーション）・平山雅（同・2020年1月25日、2月1日）
- 各回の施策の三重県担当職員

## スタッフ
- 構成：
- ディレクター：
- 演出：
- プロデューサー：
- 制作協力：CTV MID ENJIN
- 製作著作：中京テレビ